# Kiran Bedi
Kiran Bedi (née le 9 juin 1949 à Amritsar) est une policière, joueuse de tennis et femme politique indienne. Membre du Bharatiya Janata Party depuis 2015, elle occupe la fonction de lieutenant-gouverneur du territoire de Pondichéry du 29 mai 2016 au 16 février 2021.

## Biographie

### Carrière dans la police
En 1972, elle est la première femme à rejoindre la Fonction publique policière en Inde.
Dans les années 1990, elle dirige la prison de Tihar à Delhi et reçoit le prix Ramon Magsaysay en 1994 pour les réformes qu'elle y mène. Elle y met en place des cours de méditation Vipassana pour les détenus.
Bedi prend sa retraite de la police en 2007 après 35 ans de service.

### Militantisme et politique
Elle participe au mouvement anti-corruption de 2011 avec Anna Hazare.
Après avoir longtemps refusé de faire de la politique, elle annonce son soutien à Narendra Modi lors des élections législatives indiennes de 2014. Elle est la candidate du Bharatiya Janata Party pour devenir ministre en chef de Delhi lors des élections du 7 février 2015 mais est nettement battue par l'Aam Aadmi Party d'Arvind Kejriwal, son ancien camarade du mouvement anti-corruption.
Le 22 mai 2016, elle est nommée lieutenant-gouverneur du territoire de Pondichéry. Elle prête serment le 29 mai.
Énergique, autoritaire et forte de la confiance de New Delhi, elle entreprend un travail de sape systématique de l'action du gouvernement local. Elle est relevée de ses fonctions le 16 février 2021 par le président Ram Nath Kovind, alors que le territoire traverse une crise politique.